# Конкринка
Конкри́нка (каз. Көңқырын) — село у складі Шортандинського району Акмолинської області Казахстану. Входить до складу Бектауського сільського округу.
Населення — 167 осіб (2021; 193 у 2009, 228 у 1999, 249 у 1989).
Національний склад станом на 1989 рік:
- росіяни — 41 %;
- українці — 30 %.